# Chrysoidin
Chrysoidin oder 2,4-Diaminoazobenzol ist ein Azofarbstoff, der 1875 von Heinrich Caro entdeckt und 1876 von Otto Nikolaus Witt gezielt synthetisiert wurde.
Der Farbstoff mit der Colour-Index-Bezeichnung Solvent Orange 3 gehört zur anwendungstechnischen Gruppe der Lösungsmittelfarbstoffe. Bei dem Hydrochlorid des Chrysoidins handelt es sich dagegen um den kationischen Farbstoff C.I. Basic Orange 2.

## Synthese
Chrysoidin kann durch eine Azokupplung von diazotiertem Anilin mit 1,3-Diaminobenzol dargestellt werden.

## Verwendung
Chrysoidin ist zum Färben von tannierter (tanningebeizter) Baumwolle, Leder und Papier sowie in der Histologie zur Färbung von Corynebacterium diphtheriae zugelassen. Dagegen ist die Verwendung in kosmetischen Produkten verboten. Der Farbstoff wird bei der FCA-Färbung in der Botanik verwendet.
Chrysoidin färbt Wolle, Seide und gebeizte Baumwolle goldgelb, etwas ins Orange ziehend.